# Stefano Pomilia
Stefano Pomilia (* 28. Oktober 1956 in Rom) ist ein italienischer Filmregisseur und Drehbuchautor.
Pomilia, Sohn des Produzenten und Filmverleihers Aldo, begann nach abgebrochenem Medizinstudium zunächst von 1976 bis 1982 als Editor an italienischen Versionen ausländischer Filme zu arbeiten. Nach Erfahrungen als Regieassistent von Alberto Cavallone und Franco Rossetti folgten Arbeiten an Videoclips und eine Kollaboration mit Ernesto G. Laura. Nach seinem selbstgeschriebenen Spielfilmdebüt Fiori di zucca; der auch bei den Filmfestspielen von Venedig gezeigt wurde, waren die beiden folgenden Werke nicht im regulären Verleihprogramm zu sehen, liefen aber auf einigen Festivals. Im neuen Jahrtausend war Pomilia vor allem als Drehbuchautor tätig.

## Filmografie (Auswahl)
- 1988: Fiori di zucca
- 2010: Kompanie des Todes – Flammen über Vietnam (My Lai Four) (nur Drehbuch)